# Maurice Romberg
Maurice Romberg de Vaucorbeil (* 1861 oder 1862 in Schaerbeek, Belgien; † 1943 in Neuilly-sur-Seine, Frankreich) war ein belgisch-französischer Genremaler und Illustrator der Düsseldorfer Schule. Bekannt wurde er vor allem durch orientalistische und militärische Sujets.

## Leben
Romberg, drittes von vier Kindern von Adolphe Maurice Romberg (1818–1898) und dessen Ehefrau Stephanie, geborene Claret, studierte in den Jahren 1883 bis 1886 an der Kunstakademie Düsseldorf. Dort war er Schüler von Heinrich Lauenstein, Hugo Crola und Peter Janssen dem Älteren. 1883 und 1884 besuchte er die Elementarklasse, 1884 und 1885 die Vorbereitungsklasse A, 1885 die Vorklasse sowie die Antiken- und Naturklasse. 1887 oder 1888 verließ Romberg Europa und zog nach Marokko, wo er zunächst in Tétouan, dann in Meknès, schließlich in Marrakesch lebte. In Marrakesch war er der erste europäische Maler, der sich dort niederließ. Um ungestört maghrebinische Straßenszenen zeichnen und malen zu können, kleidete er sich nach Landessitte. Mit Zeichnungen belieferte er Brüsseler Zeitungen. Seine Werke erschienen ferner auf Ausstellungen in Paris, Brüssel und London. Drei Jahre begleitete er den Archäologen Henri de La Martinière (1859–1922) auf einer Studienreise durch Nordafrika. Mehrere Jahre reiste er in Mauretanien. Für Walter Burton Harris’ Schrift Tafilat: The Narrative of a Journey of Exploration to the Atlas Mountains and the Oases of the North-west Sahara, die 1895 in Edinburgh und London veröffentlicht wurde, schuf Romberg die Illustrationen. 1898 veröffentlichte er unter dem Titel Types de l’Armée belge die Farbdrucke von zehn Aquarellen mit der Darstellung von belgischen Uniformtypen. Auch als Entwerfer von Plakaten trat er hervor. Nach dem Ersten Weltkrieg, in dem er als belgischer Soldat an der Yser-Front gekämpft und für den Pariser Verlag Léopold Verger & Cie Militärmotive für Postkarten geschaffen hatte, wurde Romberg französischer Staatsbürger. 1922 gehörte Romberg zu 38 Künstlern, die unter der Schirmherrschaft von Hubert Lyautey in einer Ausstellung marokkanischer Malerei in der Galerie Georges Petit in Paris gezeigt wurden.